# Eucetoteri
L'eucetoteri (Eucetotherium helmersenii) és una espècie extinta de cetaci de la família dels cetotèrids que visqué durant el Miocè mitjà. Se n'han trobat restes fòssils al krai de Krasnodar (Rússia). Es tracta de l'única espècie del gènere Eucetotherium reconeguda avui en dia, tot i que anteriorment, quan Eucetotherium era considerat un subgènere de Cetotherium, en contenia algunes més. Probablement es nodria mitjançant alimentació per filtració. El nom genèric Eucetotherium significa ‘Cetotherium bo’.